# Чемпионат России по футболу среди женщин 1999 (первый дивизион)
Первый дивизион по футболу среди женских команд 1999 — 8-й футбольный турнир Первого дивизиона — второго по силе дивизиона в системе женских футбольных лиг России. Победителем Первого дивизиона стала Волжанка из Чебоксар.

## Участники
Сводная статистика участников
учтены матчи завершённых сезонов
без учёта мячей забитых в сериях послематчевых пенальти
с учётом технических результатов

| команда        | команда       | сезоны | сезоны          | Результаты выступлений | Результаты выступлений | Результаты выступлений | Результаты выступлений | Результаты выступлений | Результаты выступлений | Результаты выступлений | Результат в сезоне 1998    | Примечания                |
| наименование   | город         | #      | года            | И                      | В                      | Н                      | П                      | ЗМ                     | ПМ                     | РМ                     | Результат в сезоне 1998    | Примечания                |
| -------------- | ------------- | ------ | --------------- | ---------------------- | ---------------------- | ---------------------- | ---------------------- | ---------------------- | ---------------------- | ---------------------- | -------------------------- | ------------------------- |
| Русь-Чертаново | Москва        | 5      | 1992, 1995—1998 | 75                     | 43                     | 11                     | 21                     | 183                    | 86                     | +97                    | Первый дивизион, 1-е место | Русь (1992)               |
| Вологжанка     | Вологда       | 4      | 1995—1998       | 50                     | 15                     | 4                      | 31                     | 73                     | 116                    | -43                    | Первый дивизион, 3-е место |                           |
| Катюша-Спартак | Москва        | 2      | 1997—1998       | 22                     | 6                      | 0                      | 16                     | 34                     | 94                     | -60                    | Первый дивизион, 4-е место | Катюша-Москва (1997)      |
| Виктория       | Белгород      | 2      | 1997—1998       | 22                     | 5                      | 0                      | 17                     | 19                     | 72                     | -53                    | Первый дивизион, 5-е место |                           |
| Дон-Текс       | Шахты         | 1      | 1998            | 12                     | 3                      | 0                      | 9                      | 11                     | 37                     | -26                    | Первый дивизион, 6-е место | Нива (Каменоломни) (1998) |
| Волжанка       | Чебоксары     | —      | —               | —                      | —                      | —                      | —                      | —                      | —                      | —                      | —                          | дебютант *                |
| Надежда        | Красноармейск | —      | —               | —                      | —                      | —                      | —                      | —                      | —                      | —                      | —                          | дебютант                  |

- «Волжанка» участвовала в Первой лиге 1997, но была исключена после 8 игр за неуплату регистрационного сбора (все результаты были аннулированы)

По окончании Первого дивизиона 1998:
- Молодёжная команда «Русь-Чертаново» осталась в Первом дивизионе, потому, что в являлась фарм-клубом «Чертаново».
- Команда «Нива» (Каменоломни) сменила название на «Дон-Текс» и место дислокации на Шахты.
- Молодёжная команда «Рязаночка» являлась фарм-клубом «ВДВ», и ее участие в чемпионате 1999 года посчитали нецелесообразным.

## Регламент
Регламент Первого дивизиона 1999 года был скопирован с Высшего дивизиона.
Розыгрыш проходил в два этапа.
Вначале 7 команд провели двухкруговой турнир, по результатам которого должны были быть сформированы 2 группы:  первая группа разыгрывала места с 1 по 4, а вторая — должна была разыгрывать 5-7 места. Группы были сформированы по результатам игр между всеми командами принимающих участие в чемпионате, а бонусы (очки и голы) на второй этап начислялись только те, которые команды набрали в играх между командами верхней и нижней половины таблицы. Но, занявший последнее место на 1 этапе клуб Виктория, был исключен из соревнований, и 5-6 места были разыграны с помощью двух матчей между Надеждой и Вологжанкой.

## Турнирная таблица

### 1 этап
| Поз | Команда                 | И  | В | Н | П  | МЗ | МП | РМ  | О  | Квалификация или выбывание              |
| --- | ----------------------- | -- | - | - | -- | -- | -- | --- | -- | --------------------------------------- |
| 1   | Волжанка (Чебоксары)    | 12 | 9 | 0 | 3  | 39 | 6  | +33 | 27 | Выход в заключительный этап (1-4 места) |
| 2   | Дон-Текс (Шахты)        | 12 | 7 | 3 | 2  | 25 | 7  | +18 | 24 | Выход в заключительный этап (1-4 места) |
| 3   | Русь-Чертаново (Москва) | 12 | 7 | 2 | 3  | 24 | 14 | +10 | 23 | Выход в заключительный этап (1-4 места) |
| 4   | Катюша-Спартак (Москва) | 12 | 6 | 1 | 5  | 15 | 17 | -2  | 19 | Выход в заключительный этап (1-4 места) |
| 5   | Надежда (Красноармейск) | 12 | 6 | 0 | 6  | 21 | 24 | -3  | 18 | Выход в заключительный этап (5-7 места) |
| 6   | Вологжанка (Вологда)    | 12 | 4 | 0 | 8  | 11 | 25 | -14 | 12 | Выход в заключительный этап (5-7 места) |
| 7   | Виктория (Белгород)     | 12 | 0 | 0 | 12 | 5  | 47 | -42 | 0  | исключен                                |

### Турнир за 1 место
Команды играли 2-х круговой турнир, набранные очки суммировались с бонусными очками, набранными на 1 этапе в играх между собою.
| Поз | Команда                 | И | В | Н | П | МЗ | МП | РМ  | О2 | ОБ | О  | Квалификация или выбывание |
| --- | ----------------------- | - | - | - | - | -- | -- | --- | -- | -- | -- | -------------------------- |
| 1   | Волжанка (Чебоксары)    | 6 | 4 | 0 | 2 | 20 | 9  | +11 | 12 | 13 | 25 | Переход в Высший дивизион  |
| 2   | Русь-Чертаново (Москва) | 6 | 2 | 2 | 2 | 13 | 19 | -6  | 8  | 7  | 15 |                            |
| 3   | Дон-Текс (Шахты)        | 6 | 1 | 3 | 2 | 11 | 14 | -3  | 6  | 8  | 14 | Переход в Высший дивизион  |
| 4   | Катюша-Спартак (Москва) | 6 | 2 | 1 | 3 | 11 | 13 | -2  | 7  | 6  | 13 |                            |

### Матчи за 5 место
| Команда 1               | Общий счёт | Команда 2            | 1 матч | 2 матч |
| ----------------------- | ---------- | -------------------- | ------ | ------ |
| Надежда (Красноармейск) | 3:0        | Вологжанка (Вологда) | 1:0    | 2:0    |

1. ↑  «Виктория» была исключена из соревнований после первого этапа
2. ↑  Молодёжная команда «Русь-Чертаново» осталась в Первом дивизионе, потому, что в являлась фарм-клубом «Чертаново».
3. ↑  «Вологжанка» в связи с финансовыми трудностями прекратила существование в межсезонье